# Modysticus modestus
Modysticus modestus is een spinnensoort in de taxonomische indeling van de krabspinnen (Thomisidae).
Het dier behoort tot het geslacht Modysticus. De wetenschappelijke naam van de soort werd voor het eerst geldig gepubliceerd in 1904 door Scheffer.